# Villa Ascasubi
Villa Ascasubi is een plaats in het Argentijnse bestuurlijke gebied Tercero Arriba in de provincie Córdoba. De plaats telt 2.081 inwoners.

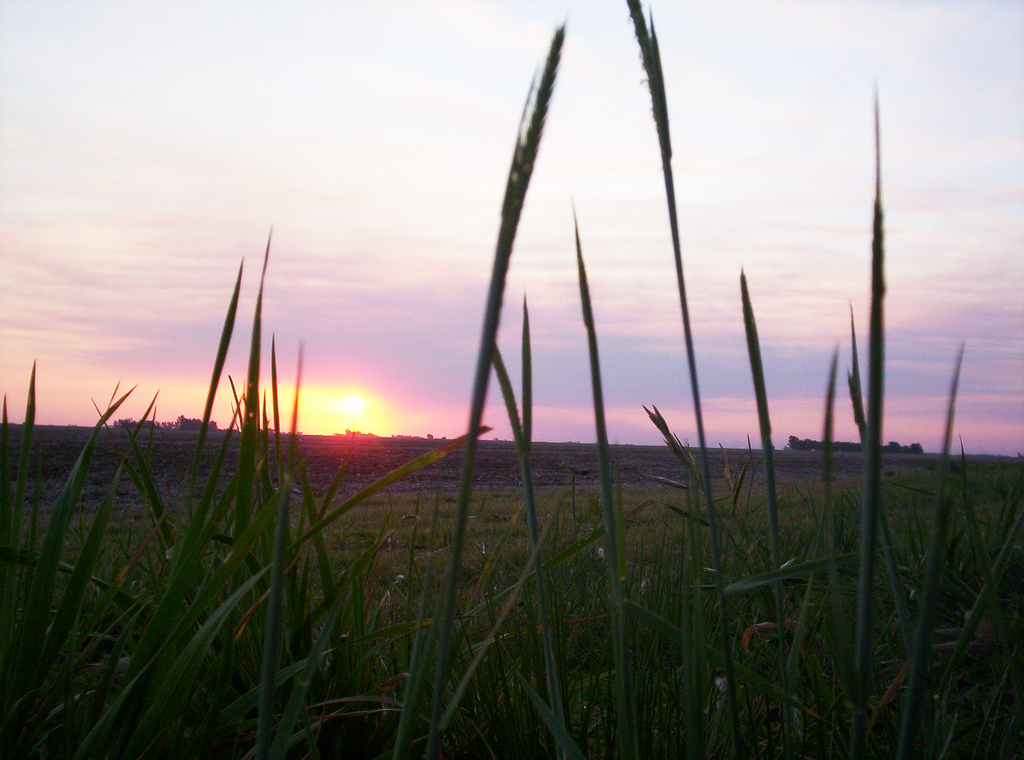
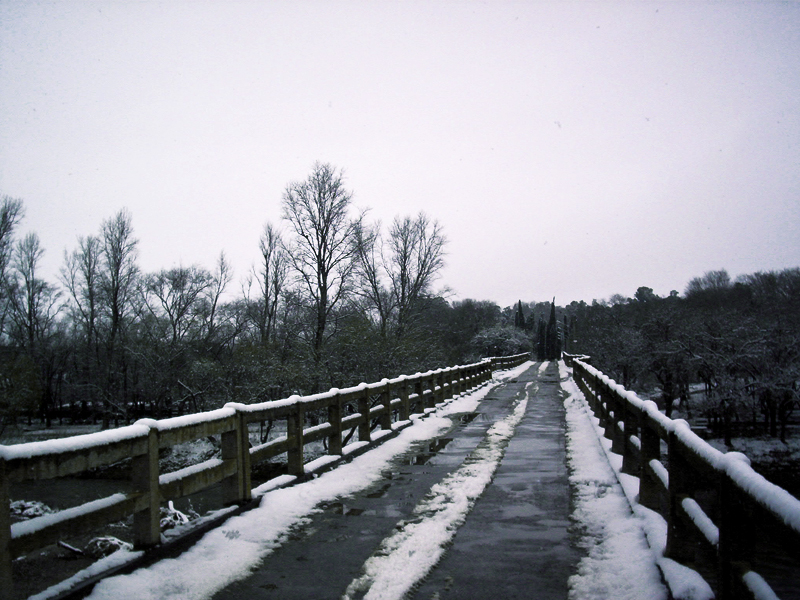